# Royal School of Mines
La Royal School of Mines (en anglès: Escola Reial de Mines) és una institució acadèmica del Regne Unit basada en Londres i fundada en 1851. Aquesta servix de seu per als departaments de ciència de materials, geologia, i ciències de la terra de l'Imperial College London.